# Miller Motorsports Park
Het Miller Motorsports Park is een circuit in Tooele, Utah.

## Circuit
Het circuit is geopend in 2006, nadat in 2004 de grond werd aangeschaft. Met de 7,22 km is Miller het langste circuit in Noord-Amerika, het oude record stond op naam van Road America. Op het circuit wordt tegen de klok in geracet.
Autofabrikant Ford heeft het Miller Motorsports Park aangewezen als Ford High Performance Driving School, waar trainingen en opleidingen worden gegeven in Mustangs, Ford GT's en vele andere voertuigen van het merk.

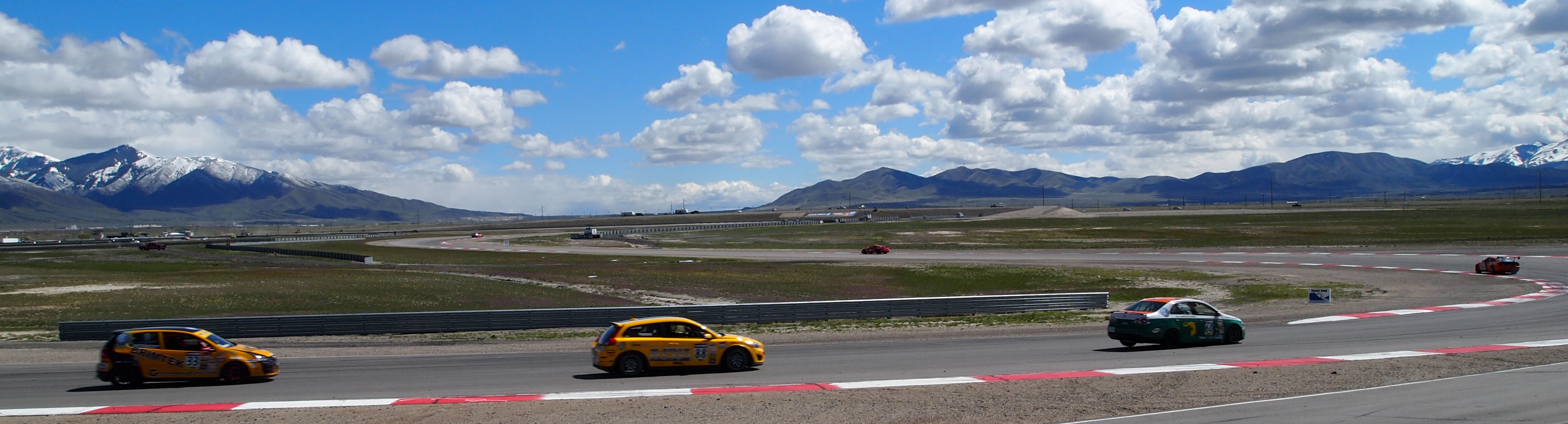
Miller Motorsports Park (2011)